# Isla de San Jorge (Alaska)
La Isla de San Jorge pertenece al archipiélago de las Islas Pribilof, administrativamente se encuentra en el estado de Alaska (Estados Unidos), su superficie es 90 km², cuenta con una población de 102 habitantes (2000).  El único núcleo de población es St. George (Alaska).

## Flora y fauna

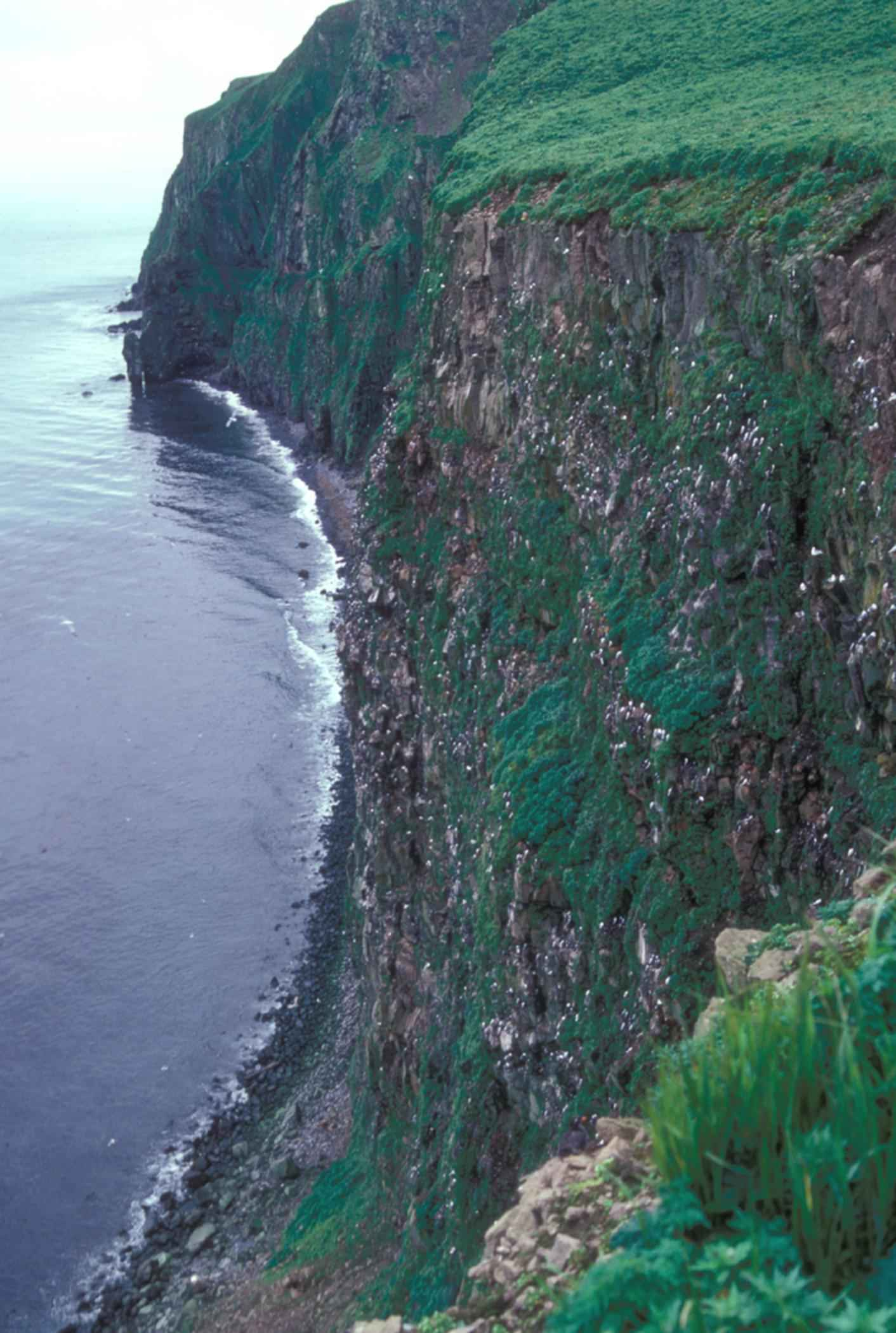

Destacan las grandes colonias de aves marinas, con más de un millón de ejemplares de arao de Brünnich o de pico ancho (Uria lomvia).